# Comtés de l'État de Caroline du Nord
L'État américain de Caroline du Nord est divisé en 100 comtés (counties).
Liste des comtés (siège en parenthèses) :
- Haut – A
- B
- C
- D
- E
- F
- G
- H
- I
- J
- K
- L
- M
- N
- O
- P
- Q
- R
- S
- T
- U
- V
- W
- X
- Y
- Z

| - Alamance (Graham) - Alexander (Taylorsville) - Alleghany (Sparta) - Anson (Wadesboro) - Ashe (Jefferson) - Avery (Newland) - Beaufort (Washington) - Bertie (Windsor) - Bladen (Elizabethtown) - Brunswick (Bolivia) - Buncombe (Asheville) - Burke (Morganton) - Cabarrus (Concord) - Caldwell (Lenoir) - Camden (Camden) - Carteret (Beaufort) - Caswell (Yanceyville) - Catawba (Newton) - Chatham (Pittsboro) - Cherokee (Murphy) - Chowan (Edenton) - Clay (Hayesville) - Cleveland (Shelby) - Columbus (Whiteville) - Craven (New Bern) - Cumberland (Fayetteville) - Currituck (Currituck) - Dare (Manteo) - Davidson (Lexington) - Davie (Mocksville) - Duplin (Kenansville) - Durham (Durham) - Edgecombe (Tarboro) - Forsyth (Winston-Salem) - Franklin (Louisburg) |  | - Gaston (Gastonia) - Gates (Gatesville) - Graham (Robbinsville) - Granville (Oxford) - Greene (Snow Hill) - Guilford (Greensboro) - Halifax (Halifax) - Harnett (Lillington) - Haywood (Waynesville) - Henderson (Hendersonville) - Hertford (Winton) - Hoke (Raeford) - Hyde (Swan Quarter) - Iredell (Statesville) - Jackson (Sylva) - Johnston (Smithfield) - Jones (Trenton) - Lee (Sanford) - Lenoir (Kinston) - Lincoln (Lincolnton) - Macon (Franklin) - Madison (Marshall) - Martin (Williamston) - McDowell (Marion) - Mecklenburg (Charlotte) - Mitchell (Bakersville) - Montgomery (Troy) - Moore (Carthage) - Nash (Nashville) - New Hanover (Wilmington) - Northampton (Jackson) - Onslow (Jacksonville) - Orange (Hillsborough) |  | - Pamlico (Bayboro) - Pasquotank (Elizabeth City) - Pender (Burgaw) - Perquimans (Hertford) - Person (Roxboro) - Pitt (Greenville) - Polk (Columbus) - Randolph (Asheboro) - Richmond (Rockingham) - Robeson (Lumberton) - Rockingham (Wentworth) - Rowan (Salisbury) - Rutherford (Rutherfordton) - Sampson (Clinton) - Scotland (Laurinburg) - Stanly (Albemarle) - Stokes (Danbury) - Surry (Dobson) - Swain (Bryson City) - Transylvania (Brevard) - Tyrrell (Columbia) - Union (Monroe) - Vance (Henderson) - Wake (Raleigh) - Warren (Warrenton) - Washington (Plymouth) - Watauga (Boone) - Wayne (Goldsboro) - Wilkes (Wilkesboro) - Wilson (Wilson) - Yadkin (Yadkinville) - Yancey (Burnsville) |

Comtés aujourd'hui disparus:
1. Albemarle  (aboli en 1739)
2. Bath  (aboli en 1739)
3. Bute  (aboli en 1779)
4. Dobbs  (aboli en 1791)
5. Tryon  (aboli en 1779)